# Úrvalsdeild 1960
Thống kê của Úrvalsdeild mùa giải 1960.

## Tổng quan
Có 6 đội tham gia, và ÍA giành chức vô địch. Ingvar Elísson của ÍA và Þórólfur Beck KR là vua phá lưới với 15 bàn thắng.

## Bảng xếp hạng
| Vị thứ | Câu lạc bộ | St | T | H | B | BT | BB | HS  | Đ  |
| 1      | ÍA         | 10 | 6 | 3 | 1 | 32 | 15 | +17 | 15 |
| 2      | KR         | 10 | 6 | 1 | 3 | 41 | 15 | +26 | 13 |
| 3      | Fram       | 10 | 4 | 3 | 3 | 21 | 24 | -3  | 11 |
| 4      | Valur      | 10 | 3 | 4 | 3 | 14 | 25 | -11 | 10 |
| 5      | ÍBA        | 10 | 3 | 0 | 7 | 24 | 35 | -11 | 6  |
| 6      | Keflavík   | 10 | 2 | 1 | 7 | 14 | 32 | -18 | 5  |